# B.C. Camplight
BC Camplight (tidigare B.C. Camplight), artistnamn för Brian Christinzio, är en amerikansk singer-songwriter. 
B.C. Camplights kritikerrosade debutalbum Hide, Run Away släpptes 2005 av One Little Indian. Uppföljaren Blink of a Nihilist släpptes 2007. Nästa album, How to Die in the North, gavs ut 2015. Han hade då flyttat från Philadelphia till Manchester och bytt skivbolag till Bella Union.

## Diskografi
Studioalbum
- 2005 – Hide, Run Away (One Little Indian)
- 2007 – Blink of a Nihilist (One Little Indian)
- 2015 – How to Die in the North (Bella Union)

EP
- 2004 – EP (självutgiven)

Singlar
- 2006 – "Couldn't You Tell"
- 2006 – "Blood And Peanut Butter"
- 2007 – "Suffer For Two"
- 2007 – "Lord, I've Been On Fire"
- 2012 – "Atom Bomb" / "Thieves in Antigua"
- 2015 – "You Should've Gone To School" (promo)